# دينيس سولونينكو
دينيس سولونينكو (بالأوكرانية: Солоненко Денис Вікторович)‏ (مواليد 25 أكتوبر 1992) هو ملاكم أوكراني، مثّل بلاده في الألعاب الأولمبية الصيفية 2016.

## روابط خارجية
دينيس سولونينكو على موقع بوكس ريك (الإنجليزية) (registration required)
- دينيس سولونينكو على موقع أوليمبيديا (الإنجليزية)